# Ludwig Kerstiens
Ludwig Kerstiens (* 6. November 1924 in Münster; † 14. August 2011) war ein deutscher Erziehungswissenschaftler, Medienpädagoge und Hochschullehrer.

## Leben
Ludwig Kerstiens wuchs in seiner Geburtsstadt Münster auf und wurde nach seinem Abitur im Oktober 1942 zur Wehrmacht eingezogen. Er kam 1945 in sowjetische Kriegsgefangenschaft. Ein Konvolut von 260 Feldpostbriefen Kerstiens’ von 1942 bis 1946 sowie ein Manuskript mit Kriegserinnerungen verwahrt die Museumsstiftung Post und Telekommunikation.
Nach der Rückkehr in seine Heimat studierte Kerstiens an der Universität Münster Philosophie, Latein und Deutsch. 1952 wurde er mit einer Dissertation über die „Cognitio speculativa“ vor und bei Thomas von Aquin zum Dr. phil. promoviert. Er trat in den Schuldienst ein und war außerdem in der Lehrerausbildung tätig.
1962 wurde Kerstiens Dozent für Allgemeine Pädagogik an der neu gegründeten Pädagogischen Hochschule Weingarten in Oberschwaben, 1966 dort Professor. Von 1968 bis 1971 war er Rektor der PH Weingarten, von 1971 bis 1974 Prorektor.
Mit seinem 1961 erschienenen und mehrfach wieder aufgelegten Buch zur „Filmerziehung“ versuchte Kerstiens der Medienpädagogik einen theoretischen Unterbau zu geben. Der Jugendschutz stellte für ihn ein medienpädagogisches Hauptanliegen dar. 1968 und 1976 veröffentlichte er auch Bücher zur Mediendidaktik. In späteren Arbeiten wandte er sich verstärkt der theoretischen Fundierung von Erziehungszielen und der wertorientierten Erziehung zu.

## Ehrungen
- Päpstlicher Silvesterorden
- Ehrennadel des Landes Baden-Württemberg
- Verdienstkreuz am Bande des Verdienstordens der Bundesrepublik Deutschland
- 1986 Kulturpreis der Städte Ravensburg und Weingarten

## Veröffentlichungen
(Auswahl)
- Cognitio speculativa. Untersuchungen zur Geschichte und Bedeutung des Begriffes vor und bei Thomas von Aquin. Dissertation, Universität Münster 1951.
- Filmerziehung. Eine Einführung in die Filmpädagogik. Aschendorff, Münster 1961, 3. Auflage. 1968.
- Alles Erste bleibt ewig im Kinde. Aus dem pädagogischen Alltag junger Eltern. (= Orientierung und Anruf; Band 2/3). Borgmann, Dortmund 1964.
- Der gebildete Mensch. Unterscheidungen und pädagogische Perspektiven. Herder, Freiburg im Breisgau 1966.
- Der Mensch erschliesst sich die Welt. (= Wege der Menschwerdung; Band 2). Spee-Verlag, Trier 1967.
- Medienkunde in der Schule. Lernziele und Vorschläge für den Unterricht. Klinkhardt, Bad Heilbrunn 1968, 2. Auflage. 1971, ISBN 3-7815-0128-0.
- Modelle emanzipatorischer Erziehung. Eine Zwischenbilanz; Voraussetzungen, Entwürfe, Kritik. Klinkhardt, Bad Heilbrunn 1974, 2. Auflage. 1975, ISBN 3-7815-0217-1.
- Unterrichtsthema Massenkommunikation. Grundlagen, Erziehungs- und Lehrziele, Vorschläge für den Unterricht. Klinkhardt, Bad Heilbrunn 1976, ISBN 3-7815-0294-5.
- mit Brigitte Thürmer: Fernsehgewohnheiten der Kinder im Vorschulalter. Bericht über eine Elternbefragung. Aktion Jugendschutz, Landesarbeitsstelle Baden-Württemberg, Stuttgart 1975.
- Versteht mich doch! Eltern und Jugendliche. Hilfen für den Alltag. (= Herderbücherei; Band 74). Herder, Freiburg im Breisgau 1979, ISBN 3-451-07740-X.
- Erziehungsziele, neu befragt. Klinkhardt, Bad Heilbrunn 1978, ISBN 3-7815-0341-0.
- Erziehungsziele und Schulwirklichkeit. Prinzipien, Rückblick, Perspektiven. Herder, Freiburg im Breisgau 1980, ISBN 3-451-19142-3.
- Verbindliche Perspektiven menschlichen Handelns. Zum Problem der Gültigkeit, Anerkennung und Vermittlung von Werten und Normen. Hrsg. und bearbeitet von Ludwig Kerstiens. Burg-Verlag, Stuttgart und Bonn 1983, ISBN 3-922801-30-7.
- Lehrer-Sein. Gedanken zur Neuinterpretation der Lehrer-Schüler-Beziehung. Deutsches Institut für Bildung und Wissen, Berlin 1983 (34 S.)
- Das Gewissen wecken. Gewissen und Gewissensbildung im Ausgang des 20. Jahrhunderts. Klinkhardt, Bad Heilbrunn 1987, ISBN 3-7815-0599-5.
- Erziehungsziel: humanes Leben. Die Erkenntnis des Humanen. Eine Orientierung für Erzieher und Lehrer. Klinkhardt, Bad Heilbrunn 1991, ISBN 3-7815-0689-4.
- Lebensfragen – Antwortsuche – Impulse zum Nach-Denken. Autobiographische Problemerschliessung als Methode der Erwachsenenbildung. Lang, Frankfurt am Main u. a. 1996, ISBN 3-631-50041-6.

Herausgeberschaft:
- Elternbildung. (Klinkhardts pädagogische Quellentexte). Klinkhardt, Bad Heilbrunn 1976, ISBN 3-7815-0288-0.